# Корентен Мартенс
Корентен Мартенс (фр. Corentin Martins, нар. 11 липня 1969, Брест) — французький футболіст, що грав на позиції півзахисника. По завершенні ігрової кар'єри — тренер. З 2025 року очолює тренерський штаб збірної Мадагаскару.
Виступав, зокрема, за клуби «Осер» та «Страсбур», а також національну збірну Франції.
Чемпіон Франції. Дворазовий володар Кубка Франції.

## Клубна кар'єра
У дорослому футболі дебютував 1988 року виступами за команду «Брест» з рідного однойменного міста, в якій провів три сезони, взявши участь у 85 матчах чемпіонату. 
Своєю грою за цю команду привернув увагу представників тренерського штабу клубу «Осер», до складу якого приєднався 1991 року. Відіграв за команду з Осера наступні п'ять сезонів своєї ігрової кар'єри. Більшість часу, проведеного у складі «Осера», був основним гравцем команди. За цей час виборов титул чемпіона Франції.
1996 року перебрався до іспанського «Депортіво» (Ла-Корунья). Протягом сезону 1996/97 був основним гравцем іспанської команди, утім згодом травмувався і повернути собі місце в «основі» не зумів.
У січні 1998 року повернувся на батьківщину, ставши гравцем «Страсбура», кольори якого захищав до 2004 року з перервою на сезон 1999/2000, який провів в оренді в «Бордо».
Завершив ігрову кар'єру у команді «Клермон», за яку виступав протягом 2004—2005 років.

## Виступи за збірну
1993 року дебютував в офіційних матчах у складі національної збірної Франції.
Був у заявці збірної на чемпіонат Європи 1996 року в Англії, де залишався резервним гравцем і на поле не виходив.
Загалом протягом кар'єри у національній команді, яка тривала чотири роки, провів у її формі 14 матчів, забивши 1 гол.

## Кар'єра тренера
Розпочав тренерську кар'єру невдовзі по завершенні кар'єри гравця, 2006 року, очоливши тренерський штаб клубу «Кемпер», де пропрацював з 2006 по 2007 рік.
2008 року повернувся до рідного «Брест», де до 2013 року працював асистентом головного тренера, а також протягом декількох відрізків часу виконував обов'язки очільника тренерського штабу команди.
8 жовтня 2014 року був призначений головним тренером національної збірної Мавританії. Під його керівництвом команда уперше у своїй історії подолала відбір на континентальну першість, ставши учасником Кубка африканських націй 2019 року в Єгипті. На самому турнірі мавританці не подолали груповий етап, проте занесли до свого активу дві нічиї в іграх із суперниками по групі. 

## Титули і досягнення
- Чемпіон Франції (1):

«Осер»: 1995-96
- Володар Кубка Франції (3):

«Осер»: 1993-94, 1995-96
«Страсбур»: 2000-01